# کاخ هاگا

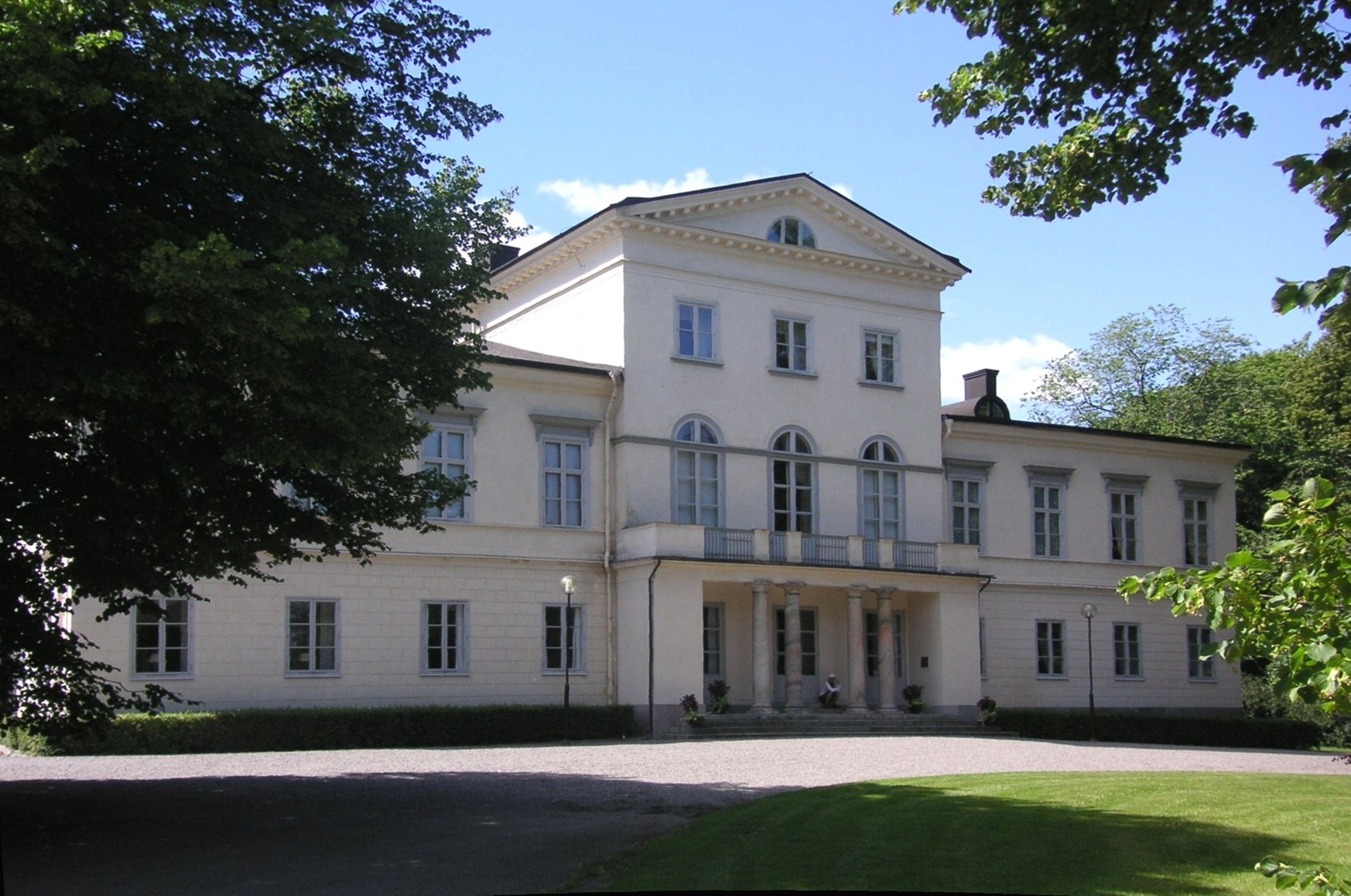
کاخ هاگا در سال ۲۰۰۸

کاخ هاگا (به سوئدی: Haga slott)، که قبلاً با عنوان پاویون ملکه (سوئدی: Drottningens paviljong) شناخته می‌شده، بنایی است که در پارک هاگا، در ناحیه سولنا در حومه استکهلم واقع شده. این بنا، بین سال‌های ۱۸۰۲ تا ۱۸۰۵ میلادی به سفارش گوستاو چهارم آدولف و برای اقامت فرزندان وی ساخته شده‌است. کاخ هاگا در طول زمان به عنوان خانه یا اقامتگاه تابستانی افراد مختلفی از خاندان سلطنتی سوئد استفاده شده و پادشاه کنونی سوئد، کارل گوستاف شانزدهم در این کاخ به دنیا آمده‌است. در سال ۱۹۶۶، گوستاو آدولف ششم این بنا را در اختیار دولت قرار داد تا به عنوان مهمان‌خانه‌ای برای میهمانان خارجی مهم، مورد استفاده قرار گیرد. در سال ۲۰۰۹ فردریک راین‌فلت نخست‌وزیر سوئد، به عنوان هدیه ازدواج شاهدخت ویکتوریا و شاهزاده دانیل، کاخ هاگا را مجدداً در اختیار خاندان سلطنتی قرار داد و این زوج در نوامبر سال ۲۰۱۰ به این کاخ نقل مکان کردند.